# 1841-es busz
A 1841-es jelzésű autóbusz Tata, autóbusz-állomás és Székesfehérvár, autóbusz-állomás között, valamint Tatabánya, autóbusz-állomás és Csákvár, Szabadság tér között közlekedik. A járatot a MÁV Személyszállítási Zrt. üzemelteti.

## Megállóhelyei
| 0  | ʃ  | Tata, autóbusz-állomás Induló állomás            | ʃ  | Helyben: *Helyi járat nyári tanszünetben: 3, 5A, 5AF, 5FA 804, 814, 8400, 8402, 8406, 8462, 8463, 8465, 8466, 8467, 8472, 8479, 8574, 8587, 8594, 8700, 8706, 8716, 8726, 8727, 8736, 8740 1824, 1850 Május 1 úton: *Helyi járat tanítási időszakban: 1, 1M, 1R, 1T, 2, 4, 4T, 5, 5T, 6, 6T, 7, 7A, 8, 8B, 9, 9M *Helyi járat nyári tanítási szünetben: 1, 1M, 1R, 1T, 2G, 5, 5AF, 5FA, 5T, 7, 7A, 8, 9, 9M |
| 2  | ʃ  | Tata, városközpont                               | ʃ  | Helyi járat tanítási időszakban: 1, 1M, 1R, 1T, 2, 4, 4T, 5, 5T, 6, 7, 7A, 8, 8B, 9, 9M Helyi járat nyári tanítási szünetben: 1, 1M, 1R, 1T, 2G, 5, 5A, 5AF, 5FA, 5T, 7, 7A, 8, 9, 9M 1824 804, 814, 8400, 8406, 8462, 8463, 8465, 8466, 8467, 8472, 8700, 8706, 8716 |
| 4  | ʃ  | Tata, Kristály Szálló                            | ʃ  | Helyi járat tanítási időszakban: 4, 4T, 5, 5T, 6, 6T Helyi járat nyári tanítási szünetben: 5, 5A, 5AF, 5FA, 5T 804, 814, 8400, 8462, 8463, 8465, 8466, 8467, 8472, 8479, 8716 1824, 1850 |
| 6  | ʃ  | Tata, Deák Ferenc utca                           | ʃ  | Helyi járat tanítási időszakban: 4, 4T, 5, 5T, 6, 6T Helyi járat nyári tanítási szünetben: 5, 5A, 5AF, 5FA, 5T 804, 8400, 8462, 8463, 8465, 8466, 8467, 8479 |
| 8  | ʃ  | Tata, Öveges József utca                         | ʃ  | Helyi járat tanítási időszakban: 4, 4T, 5, 5T, 6, 6T Helyi járat nyári tanítási szünetben: 5, 5A, 5AF, 5FA, 5T 804, 8400, 8462, 8463, 8465, 8466, 8467 |
| 12 | ʃ  | Vértesszőlős, Kossuth utca                       | ʃ  | 804, 8400, 8462, 8463, 8465, 8466, 8467 |
| 14 | ʃ  | Vértesszőlős, vasúti megállóhely                 | ʃ  | 814, 8400, 8462, 8463, 8465, 8466, 8467, 8472, 8479 1824, 1850 S10 |
| 16 | ʃ  | Vértesszőlős, Sport telep                        | ʃ  | 804, 8400, 8462, 8463, 8465, 8466, 8467 |
| 19 | ʃ  | Vértesszőlős, bevásárlóközpont                   | ʃ  | 804, 8400, 8462, 8463, 8465, 8466, 8467 |
| 21 | ʃ  | Tatabánya, Győri út                              | ʃ  | Helyi járat a Töhötöm vezér úton: 2, 3, 3A, 3L, 3G, 5P, 10, 11, 15, 38, 38G, 53, 53B, 53I, 57 Helyben a Győri úton: 804, 8400, 8462, 8465, 8466 |
| 24 | 0  | Tatabánya, autóbusz-állomás vonalközi végállomás | 34 | 1, 1G, 2, 5, 5P, 6, 9, 9D, 10, 11, 15, 16, 26, 26R, 50, 55, 57, 70 770, 804, 814, 822, 823, 824, 8400, 8402, 8403, 8406, 8410, 8423, 8432, 8435, 8436, 8437, 8441, 8442, 8462, 8463, 8464, 8465, 8466, 8467, 8472, 8479 1758, 1824, 1842, 1843, 1845, 1846, 1848, 1850, 1851 S10 G10 S12 IC, EC, EN, gyorsvonat, expresszvonat, |
| 27 | 3  | Tatabánya, kórház                                | 31 | 1, 1G, 6, 8, 8L, 8S, 9, 11, 16, 18, 38, 38G, 50, 57, 59B 770, 823, 8402, 8403, 8441, 8442, 8443, 8462, 8463, 8464, 8465, 8466, 8467 1758, 1824, 1842, 1843, 1845, 1846, 1848, 1851 |
| 29 | ʃ  | Tatabánya, kertvárosi elágazás                   | ʃ  | 2, 4, 4E, 9, 9D, 50, 51, 57, 59I 770, 823, 8402, 8403, 8441, 8442, 8443, 8460, 8462, 8463, 8464, 8465, 8466, 8467 1256, 1702, 1845 |
| 30 | ʃ  | Tatabánya, Bánhida vasúti megállóhely            | ʃ  | 2, 4E 770, 823, 8441, 8442, 8443, 8460, 8462, 8463, 8464, 8465, 8466, 8467 1848, 1851 S12 |
| 32 | ʃ  | Tatabánya, Bánhida vasúti átjáró                 | ʃ  | 770, 823, 8441, 8442, 8443, 8460, 8462, 8463, 8464, 8465, 8466, 8467 |
| 34 | ʃ  | Környe, Nagypatárpuszta                          | ʃ  | 770, 823, 8441, 8442, 8443, 8460, 8462, 8463, 8464, 8465, 8466, 8467 |
| 36 | ʃ  | Környe, tatai elágazás                           | ʃ  | 770, 823, 8441, 8460, 8462, 8464, 8465, 8466, 8467 |
| 37 | 10 | Környe, faluközpont                              | 24 | 770, 823, 8403, 8441, 8442, 8443, 8460, 8462, 8463, 8464, 8465, 8466, 8587, 8594 1257, 1758, 1824, 1842, 1843, 1845, 1846, 1848, 1851 |
| 39 | ʃ  | Környe, vasútállomás bejárati út                 | ʃ  | 770, 8441, 8465, 8466, 8467 S12 |
| 42 | 13 | Környe, Irtáspuszta                              | 21 | 770, 8443, 8465, 8466, 8467, 8587 |
| 44 | ʃ  | Majk, repülőtér                                  | ʃ  | 770, 8443, 8465, 8466, 8467, 8587 |
| 46 | 17 | Majk, Majkpuszta                                 | 17 | |
| 53 | 24 | Gánt, Kőhányáspuszta                             | 10 | |
| 55 | 26 | Gánt, vérteskozmai elágazás                      | 8  | |
| 58 | 29 | Csákvár, Kotlóhegy                               | 5  | |
| 61 | 32 | Csákvár, Kórház                                  | 2  | 8120 |
| 63 | 34 | Csákvár, Szabadság tér Vonalközi végállomás      | 0  | 8000, 8120 1251, 1253, 1254, 1853 |
| 68 | ʃ  | Csákvár, Vaskapu dűlő                            | ʃ  | 8000 1253, 1254 |
| 72 | ʃ  | Zámoly, Zámoly, elágazás                         | ʃ  | 8000, 8001 1251, 1253, 1254, 1853 |
| 76 | ʃ  | Zámoly, Kossuth Lajos utca 86.                   | ʃ  | 8000, 8001 1853 |
| 91 | ʃ  | Székesfehérvár, III. Béla király tér             | ʃ  | 15, 33, 34 8000, 8001, 8090, 8092, 8093, 8094, 8095, 8096, 8097, 8099 1204, 1563, 1706, 1758, 1809, 1822, 1824, 1842, 1843, 1845, 1846, 1853 |
| 94 | ʃ  | Székesfehérvár, autóbusz-állomás végállomás      | ʃ  | 10, 11, 11A, 11G, 12, 12A, 12Y, 13G, 14, 14G, 15, 15Y, 26, 26A, 26C, 26G, 34, 36, 37, 38, 40, 41, 42, 43, 44, 912 707, 717, 740, 747, 748, 749, 750, 751, 758, 759, 5552, 7315, 8000, 8001, 8010, 8011, 8013, 8030, 8032, 8033, 8034, 8035, 8037, 8039, 8040, 8041, 8046, 8047, 8048, 8049, 8050, 8055, 8060, 8062, 8065, 8066, 8067, 8068, 8069, 8070, 8078, 8082, 8086, 8090, 8092, 8093, 8094, 8095, 8096, 8097, 8099 1172, 1173, 1174, 1204, 1205, 1215, 1507, 1510, 1512, 1529, 1563, 1626, 1706, 1707, 1758, 1803, 1808, 1809, 1822, 1823, 1824, 1826, 1842, 1843, 1845, 1846, 1853 |